# Racelopus
Racelopus là một chi rêu trong họ Polytrichaceae.